# Heterachthes rugosicollis
Heterachthes rugosicollis är en skalbaggsart som beskrevs av Martins 1970. Heterachthes rugosicollis ingår i släktet Heterachthes och familjen långhorningar. Inga underarter finns listade i Catalogue of Life.